# Ryssjeberget
Ryssjeberget är en udde i Finland. Den ligger i Karleby i landskapet Mellersta Österbotten, i den centrala delen av landet, 400 km norr om huvudstaden Helsingfors.
Terrängen inåt land är mycket platt. Havet är nära Ryssjeberget åt nordväst. Runt Ryssjeberget är det ganska tätbefolkat, med 111 invånare per kvadratkilometer. Närmaste större samhälle är Karleby, 5,8 km sydost om Ryssjeberget. 